# Государственная граница Руанды
Госуда́рственная грани́ца Руанды — линия и проходящая по этой линии вертикальная поверхность, определяющие пределы государственной территории (суши, вод, недр и воздушного пространства) Руанды, то есть пространственный предел действия её государственного суверенитета.
Общая протяженность границ составляет 893 километра.

## Протяжённость
Протяжённость Руандийских границ составляет 893 километра. Руанда граничит с такими государствами, как: ДР Конго, Уганда, Бурунди и Танзания.
| Страна   | Протяжённость |
| -------- | ------------- |
| ДР Конго | 217           |
| Бурунди  | 290           |
| Танзания | 217           |
| Уганда   | 169           |

## Сухопутные границы
Основная территория Руанды граничит по суше с 4 государствами — членами ООН.
Гражданин Руанды может свободно, имея лишь внутренний паспорт, пересекать границу со всеми соседними странами.